# Mycalesis bilineata
Mycalesis bilineata är en fjärilsart som beskrevs av Hans Fruhstorfer 1906. Mycalesis bilineata ingår i släktet Mycalesis och familjen praktfjärilar. Inga underarter finns listade i Catalogue of Life.